# Экстрём, Анна
Анна Эльза Гунилла Экстрём (швед. Anna Elsa Gunilla Ekström; урожд. Йонссон; род. 23 июня 1959) — шведск юрист и государственный деятель. Член Социал-демократической рабочей партии. В прошлом — министр образования Швеции (2019—2022), министр по делам гимназий и обучения взрослых (2016—2019).

## Биография
Анна Экстрём — дочь генерального прокурора Торстена Йонссона (Torsten Jonsson) и Биргитты Йонссон (Birgitta Jonsson), урождённой Гилленхаммар, а также сестра бывшего госсекретаря Хокана Йонссона (швед. Håkan Jonsson).
Анна Экстрём посещала гимназию Бромма в Стокгольме. Она изучала историю в Стокгольмском университете в 1980 году. Позже она изучала право в том же университете и закончила его в 1988 году. После окончания университета в 1988—1990 годах работала судебным клерком в окружном суде Худдинге. Во время учёбы она занимала доверительные должности в студенческой ассоциации Saco studenvåd.
Позднее она стала секретарём суда по трудовым спорам (1992—1995 годы) и главой Комитета по планированию (1997—1998 годы). С 1998 по 2001 год — статс-секретарь Министерства экономики.
В 2001 году она вернулась в Saco studenvåd и сменила Андерса Милтона на посту председателя Центральной организации. В дополнение к этому назначению она также была членом совета Уппсальского университета и шведского совета по рынку труда.
Анна Экстрем была избрана членом Академии инженерных наук в 2009 году. Она была назначена правительством в 2013 году председателем совета Университета Линчепинга, где она сменила Бенгта Вестерберга. Она была генеральным директором государственного Управления школьного образования (Skolverket) с 23 мая 2011 года до её назначения в Государственный совет в 2016 году, и возглавила школьную Комиссию в 2015 году. С 13 сентября 2016 года по 21 января 2019 года — министр по делам гимназий и обучения взрослых в правительстве Лёвена. С 21 января 2019 года — министр образования.

## Семья
С 1986 года замужем за магистром технических наук Ларсом Экстрёмом (Lars Ekström).